# Saison 1951-1952 des Canadiens de Montréal
Autres saisons
Saison précédente Saison suivante
La saison 1951-1952 de hockey sur glace est la quarante-troisième saison que jouent les Canadiens de Montréal. Ils évoluent alors dans la Ligue nationale de hockey et finissent à la deuxième place au classement de la saison régulière.

## Saison régulière

### Classements finaux
En gras et en couleurs les franchises qualifiées pour les séries éliminatoires.

|                        | PJ | V  | D  | N  | Pts | BP  | BC  |
| ---------------------- | -- | -- | -- | -- | --- | --- | --- |
| Red Wings de Détroit   | 70 | 44 | 14 | 12 | 100 | 215 | 133 |
| Canadiens de Montréal  | 70 | 34 | 26 | 10 | 78  | 195 | 164 |
| Maple Leafs de Toronto | 70 | 29 | 25 | 16 | 74  | 168 | 157 |
| Bruins de Boston       | 70 | 25 | 29 | 16 | 66  | 162 | 176 |
| Rangers de New York    | 70 | 23 | 34 | 13 | 59  | 192 | 219 |
| Black Hawks de Chicago | 70 | 17 | 44 | 9  | 43  | 158 | 241 |

## Match après match

### Octobre
| No | Date       | Visiteur               | Score | Domicile              | Fiche | Pts |
| -- | ---------- | ---------------------- | ----- | --------------------- | ----- | --- |
| 1  | 11 octobre | Black Hawks de Chicago | 2-4   | Les Canadiens         | 1-0-0 | 2   |
| 2  | 13 octobre | Bruins de Boston       | 2-1   | Les Canadiens         | 1-1-0 | 2   |
| 3  | 14 octobre | Les Canadiens          | 4-3   | Bruins de Boston      | 2-1-0 | 4   |
| 4  | 18 octobre | Rangers de New York    | 2-3   | Les Canadiens         | 3-1-0 | 6   |
| 5  | 20 octobre | Les Canadiens          | 0-2   | Red Wings de Détroit  | 3-2-0 | 6   |
| 6  | 22 octobre | Red Wings de Détroit   | 3-1   | Les Canadiens         | 3-3-0 | 6   |
| 7  | 25 octobre | Les Canadiens          | 2-2   | Blackhawks de Chicago | 3-3-1 | 7   |
| 8  | 28 octobre | Les Canadiens          | 1-2   | Rangers de New York   | 3-4-1 | 7   |
| 9  | 29 octobre | Rangers de New York    | 1-6   | Les Canadiens         | 4-4-1 | 9   |
| 10 | 31 octobre | Les Canadiens          | 0-1   | Rangers de New York   | 4-5-1 | 9   |

### Novembre
| No | Date         | Visiteur               | Score | Domicile               | Fiche  | Pts |
| -- | ------------ | ---------------------- | ----- | ---------------------- | ------ | --- |
| 11 | 1er novembre | Maple Leafs de Toronto | 4-2   | Les Canadiens          | 4-6-1  | 9   |
| 12 | 3 novembre   | Red Wings de Détroit   | 3-2   | Les Canadiens          | 4-7-1  | 9   |
| 13 | 8 novembre   | Bruins de Boston       | 2-4   | Les Canadiens          | 5-7-1  | 11  |
| 14 | 10 novembre  | Blackhawks de Chicago  | 2-4   | Les Canadiens          | 6-7-1  | 13  |
| 15 | 11 novembre  | Red Wings de Détroit   | 3-3   | Les Canadiens          | 6-7-2  | 14  |
| 16 | 17 novembre  | Rangers de New York    | 2-3   | Les Canadiens          | 7-7-2  | 16  |
| 17 | 18 novembre  | Les Canadiens          | 3-3   | Bruins de Boston       | 7-7-3  | 17  |
| 18 | 22 novembre  | Les Canadiens          | 1-5   | Blackhawks de Chicago  | 7-8-3  | 17  |
| 19 | 24 novembre  | Les Canadiens          | 2-4   | Maple Leafs de Toronto | 7-9-3  | 17  |
| 20 | 25 novembre  | Les Canadiens          | 1-2   | Rangers de New York    | 7-10-3 | 17  |
| 21 | 29 novembre  | Maple Leafs de Toronto | 1-5   | Les Canadiens          | 8-10-3 | 19  |

### Décembre
| No | Date         | Visiteur               | Score | Domicile               | Fiche   | Pts |
| -- | ------------ | ---------------------- | ----- | ---------------------- | ------- | --- |
| 22 | 1er décembre | Blackhawks de Chicago  | 2-4   | Les Canadiens          | 9-10-3  | 21  |
| 23 | 2 décembre   | Les Canadiens          | 1-4   | Bruins de Boston       | 9-11-3  | 21  |
| 24 | 8 décembre   | Red Wings de Détroit   | 3-0   | Les Canadiens          | 9-12-3  | 21  |
| 25 | 9 décembre   | Les Canadiens          | 2-3   | Red Wings de Détroit   | 9-13-3  | 21  |
| 26 | 13 décembre  | Les Canadiens          | 1-1   | Blackhawks de Chicago  | 9-13-4  | 22  |
| 27 | 15 décembre  | Bruins de Boston       | 1-3   | Les Canadiens          | 10-13-4 | 24  |
| 28 | 16 décembre  | Les Canadiens          | 4-2   | Bruins de Boston       | 11-13-4 | 26  |
| 29 | 19 décembre  | Les Canadiens          | 2-4   | Rangers de New York    | 11-14-4 | 26  |
| 30 | 20 décembre  | Maple Leafs de Toronto | 1-4   | Les Canadiens          | 12-14-4 | 28  |
| 31 | 22 décembre  | Blackhawks de Chicago  | 1-5   | Les Canadiens          | 13-14-4 | 30  |
| 32 | 23 décembre  | Les Canadiens          | 0-4   | Red Wings de Détroit   | 13-15-4 | 30  |
| 33 | 26 décembre  | Les Canadiens          | 3-2   | Maple Leafs de Toronto | 14-15-4 | 32  |
| 34 | 29 décembre  | Rangers de New York    | 2-7   | Les Canadiens          | 15-15-4 | 34  |
| 35 | 31 décembre  | Les Canadiens          | 5-3   | Red Wings de Détroit   | 16-15-4 | 36  |

### Janvier
| No | Date        | Visiteur               | Score | Domicile               | Fiche   | Pts |
| -- | ----------- | ---------------------- | ----- | ---------------------- | ------- | --- |
| 36 | 1er janvier | Les Canadiens          | 3-0   | Blackhawks de Chicago  | 17-15-4 | 38  |
| 37 | 3 janvier   | Maple Leafs de Toronto | 1-3   | Les Canadiens          | 18-15-4 | 40  |
| 38 | 5 janvier   | Bruins de Boston       | 3-2   | Les Canadiens          | 18-16-4 | 40  |
| 39 | 12 janvier  | Blackhawks de Chicago  | 3-8   | Les Canadiens          | 19-16-4 | 42  |
| 40 | 13 janvier  | Les Canadiens          | 2-2   | Rangers de New York    | 19-16-5 | 43  |
| 41 | 17 janvier  | Maple Leafs de Toronto | 2-2   | Les Canadiens          | 19-16-6 | 44  |
| 42 | 19 janvier  | Red Wings de Détroit   | 4-0   | Les Canadiens          | 19-17-6 | 44  |
| 43 | 10 janvier  | Les Canadiens          | 1-2   | Bruins de Boston       | 19-18-6 | 44  |
| 44 | 23 janvier  | Les Canadiens          | 4-2   | Maple Leafs de Toronto | 20-18-6 | 46  |
| 45 | 24 janvier  | Les Canadiens          | 4-1   | Blackhawks de Chicago  | 21-18-6 | 48  |
| 46 | 26 janvier  | Bruins de Boston       | 3-5   | Les Canadiens          | 22-18-6 | 50  |
| 47 | 27 janvier  | Les Canadiens          | 5-3   | Rangers de New York    | 23-18-6 | 52  |
| 48 | 31 janvier  | Rangers de New York    | 0-1   | Les Canadiens          | 24-18-6 | 54  |

### Février
| No | Date       | Visiteur               | Score | Domicile               | Fiche   | Pts |
| -- | ---------- | ---------------------- | ----- | ---------------------- | ------- | --- |
| 49 | 2 février  | Red Wings de Détroit   | 2-2   | Les Canadiens          | 24-18-7 | 55  |
| 50 | 3 février  | Les Canadiens          | 0-1   | Bruins de Boston       | 24-19-7 | 55  |
| 51 | 7 février  | Les Canadiens          | 3-5   | Red Wings de Détroit   | 24-20-7 | 55  |
| 52 | 9 février  | Les Canadiens          | 2-3   | Maple Leafs de Toronto | 24-21-7 | 55  |
| 53 | 10 février | Les Canadiens          | 3-2   | Blachawks de Chicago   | 25-21-7 | 57  |
| 54 | 14 février | Maple Leafs de Toronto | 1-3   | Les Canadiens          | 26-21-7 | 59  |
| 55 | 16 février | Rangers de New York    | 1-5   | Les Canadiens          | 27-21-7 | 61  |
| 56 | 17 février | Les Canadiens          | 2-3   | Rangers de New York    | 27-22-7 | 61  |
| 57 | 21 février | Bruins de Boston       | 3-3   | Les Canadiens          | 27-22-8 | 62  |
| 58 | 23 février | Blackhawks de Chicago  | 0-7   | Les Canadiens          | 28-22-8 | 64  |
| 58 | 28 février | Red Wings de Détroit   | 2-3   | Les Canadiens          | 29-22-8 | 66  |

### Mars
| No | Date     | Visiteur               | Score | Domicile               | Fiche    | Pts |
| -- | -------- | ---------------------- | ----- | ---------------------- | -------- | --- |
| 60 | 1er mars | Rangers de New York    | 1-3   | Les Canadiens          | 30-22-8  | 68  |
| 61 | 2 mars   | Les Canadiens          | 6-4   | Blackhawks de Chicago  | 31-22-8  | 70  |
| 62 | 5 mars   | Les Canadiens          | 2-6   | Maple Leafs de Toronto | 31-23-8  | 70  |
| 63 | 8 mars   | Blackhawks de Chicago  | 4-4   | Les Canadiens          | 31-23-9  | 71  |
| 64 | 9 mars   | Les Canadiens          | 2-0   | Rangers de New York    | 32-23-9  | 73  |
| 65 | 13 mars  | Maple Leafs de Toronto | 1-3   | Les Canadiens          | 33-23-9  | 75  |
| 66 | 15 mars  | Bruins de Boston       | 2-0   | Les Canadiens          | 33-24-9  | 75  |
| 67 | 16 mars  | Les Canadiens          | 1-2   | Bruins de Boston       | 22-25-9  | 75  |
| 68 | 19 mars  | Les Canadiens          | 3-0   | Maple Leafs de Toronto | 34-25-9  | 77  |
| 69 | 22 mars  | Red Wings de Détroit   | 3-3   | Les Canadiens          | 34-25-10 | 78  |
| 70 | 23 mars  | Les Canadiens          | 2-7   | Red Wings de Détroit   | 34-26-10 | 78  |